# Лёб, Исидор
Исидор Лёб (1839—1892) — французский раввин (1862) и исследователь истории французских и испанских евреев.

## Биография
Родился в Сультсмате (Нижний Эльзас) в 1839 году. Под руководством своего отца Зелигмана Лёба (Seligmann Loeb), раввина в Сультсмате, изучал Библию и Талмуд; во время пребывания в Кольмарском лицее одновременно занимался в приготовительном раввинском училище, основанном главным раввином Соломоном Клейном.
В 1856 году поступил в École Centrale Rabbinique в Меце, где вскоре выдвинулся благодаря своему знанию еврейского языка, литературным способностям и успехам в математике. В 1862 году удостоился звания раввина, получив соответствующий диплом от Séminaire Israélite в Париже, которая заменила с 1862 году мецскую раввинскую школу. Лёб не сразу начал раввинскую карьеру, а был поначалу учителем в Байонне, а потом в Париже.
В 1865 году он занял раввинский пост в Сент-Этьене. Его вступительная проповедь называлась «Les devoirs des petites communautés» (Обязанности малых общин).
Вскоре однако оставил раввинство и, поселившись в Париже, был назначен в 1869 году секретарём «Всемирного еврейского союза», и данный пост занимал до своей смерти. Благодаря, главным образом, его усилиям Союз сделался важным фактором в жизни евреев Востока. Созданная Лёбом библиотека Союза была одной из лучших еврейских библиотек того времени. Одновременно Лёб продолжал свои историко-филологические исследования.
Когда Альберт Кон оставил (1878) кафедру еврейской истории в парижской раввинской семинарии, Лёб занял его место и состоял профессором в течение 12 лет.
Главная деятельность Лёба была посвящена «Société des Études Juives» (Общество еврейской науки); он являлся одним из его организаторов, был редактором органа общества, «Revue des études juives», и одним из усерднейших сотрудников этого журнала. Лёб помещал в «Revue» многочисленные исследования, статьи и критические заметки по разным вопросам еврейской истории и литературы. Его интересовали в равной степени общинный быт, топография еврейского гетто, экономическое положение, статистика, апологетика, фольклор, историография и пр. Особенно усердно разрабатывалась Лёбом история евреев во Франции и на Пиренейском полуострове.
Умер в Париже в 1892 году.

## Труды
Исследования:
- о кастильском общинном уставе 1432 г. («Reglement des Juifs de Castille en 1432», REJ, XIII, 187 и сл., имеется еврейский перевод),
- о числе евреев, изгнанных из Испании («Le nombre des Juifs de Castille et d’Espagne au moyen âge», ib., XIV, 161 и сл.);
- о полемической литературе в Испании и Франции («Polemistes chrétiens et juifs en France et en Espagne», ib., XVIII).

По истории французских евреев ЕЭБЕ отмечает:
- «Les expulsions des Juifs de France au XIV siècle» (в Grätz-Jubelschrift, 41 и сл. и мн. др. в REJ).

Лёб был одним из немногих еврейских историков, заинтересовавшихся развитием еврейской историографии:
- «Josef Haccohen et les chroniqueurs juifs» (REJ., XVI, 28 и сл., 211 и сл., XVII, 74 и сл., 747 и сл.) — анализ источников исторических сочинений Иосифа га-Когена (1496—1575) и его предшественников-летописцев.
- также обратил внимание на богатый материал по фольклору в историческом сочинении «Schebet Jehudah» («Le folklore juifs dans la chronique d’Ibn-Verga», ib., XXIV).

Ещё более обширные работы:
- «La litterature des pauvres dans la Bible» (ib., XX, XXI, ХХШ и XXIV);
- «Réflexions sur les Juifs» (ib., ХХVII—XXIX; оба сочинения вышли отдельным изданием, как и вышеупомянутое исследование «Josef Haccohen etc.»);
- «Tables du calendrier juif depuis L’ere chretienne jusqu’au XIX-е siècle»;
- «La situation des Israélites en Turquie, en Serbie et en Roumanie» (1869);
- «Biographie d’Albert Cohn» (1878);
- «Les Juifs de Russie» (1891).

Список статей и рецензий Лёба в «Repertoire» Шваба включает 288 названий.